# Muerte (Marvel Comics)
Muerte es una personaje ficticia que aparece en los cómics estadounidenses publicados por Marvel Comics. Creada por Mike Friedrich y Jim Starlin, la personaje apareció por primera vez en Captain Marvel #26 (junio de 1973).La Muerte es una entidad cósmica basada en la personificación de la muerte.El personaje también ha sido conocido como la Dama Muerte y Señora Muerte en varios puntos de su historia.Ella actúa como el interés amoroso de Thanos, así como Deadpool, entre otros papeles.
En el Universo cinematográfico de Marvel (UCM), la Muerte es interpretada por Aubrey Plaza en la miniserie de Disney+ Agatha All Along (2024).

## Historial de publicaciones
El personaje apareció por primera vez en Captain Marvel #26 (junio de 1973), creado por Mike Friedrich y Jim Starlin.
La entidad aparece en el título War Is Hell y obliga al soldado John Kowalski a someterse a una serie de vidas y muertes como castigo por no hacer nada para evitar la invasión de Polonia,con Kowalski eventualmente convirtiéndose en un aspecto de Muerte;en el título Ghost Rider haciéndose pasar por "Death Ryder" para poner a prueba a Johnny Blazey quedando fascinado con el Titán Thanos,y el mercenario Deadpool.

## Historia
La Muerte es una entidad abstracta, la encarnación del final de la vida en el Universo Marvel, y lo opuesto a la Eternidad, la encarnación del universo.La Muerte se representa predominantemente como un esqueleto envuelto en una túnica negra o púrpura, y a veces aparece como una mujer humana caucásica.
Una historia en el título Capitán Marvel muestra el plan de Thanos para conquistar el universo, ya que el personaje se determina a demostrar su amor por la Muerte destruyendo toda la vida. Aunque Thanos obtiene el artefacto Cubo Cósmico y logra tomar el control del universo, la Muerte abandona al personaje cuando es derrotado por el poder combinado de Capitán Marvel, Drax el Destructor y Los Vengadores.Dos Anuarios de Marvel presentan a Thanos mientras intenta "cortejar" a la Muerte de regreso (cortesía de las Gemas del Infinito con las que planea extinguir todas las estrellas de la galaxia), pero muere en una batalla final con los Vengadores, Capitán Marvel (Mar-Vell) y Adam Warlock. Cuando Mar-Vell está muriendo de cáncer, Thanos regresa al personaje en una visión y le presenta a la entidad Muerte. Mar-Vell entrega voluntariamente su vida y abraza a la entidad.
En la primera serie limitada de Marvel, Contest of Champions, la Muerte acepta un juego de estrategia con el Anciano del Universo, el Gran Maestro. El Gran Maestro gana el juego y la Muerte le proporciona el poder (a través del Globo de Oro de la Vida) para resucitar al Coleccionista,un compañero Anciano. Solo entonces la Muerte revela que el Globo de Oro es un instrumento vacío que necesita ser alimentado por una fuerza vital igual a la del ser que debe ser restaurado. Para resucitar al Coleccionista, el Gran Maestro sacrifica su vida y toma el lugar del Coleccionista en el Reino de los Muertos.En la serie limitada Secret Wars II, la entidad Beyonder toma forma humana y visita la Tierra. Decide "salvar" a la humanidad y, al hacerlo, destruye a la Muerte. Luego se le muestra a Beyonder que hay una necesidad de la Muerte y transforma a su amigo, un reportero humano llamado Dave, en la nueva personificación de la Muerte.
En Avengers Annual, el Gran Maestro revela que su sacrificio fue una artimaña, ya que puede robar los poderes de la Muerte y, a través de otro engaño, engaña a la entidad para que destierre a todos los Ancianos del Reino de los Muertos, volviéndolos efectivamente inmortales.Los hilos de esta historia continúan en el título Silver Surfer, donde un grupo de 11 Ancianos conspira para usar las Gemas del Infinito para matar a la entidad cósmica Galactus y, por lo tanto, destruir la realidad misma. Después de que su plan se frustra, Galactus devora a 5 Ancianos, asumiendo que su estado como un ser que trasciende la Muerte y la Eternidad significa que no tiene que cumplir con el voto de la Muerte. Sin embargo, Galactus encuentra a los Ancianos difíciles de absorber y la Muerte está disgustada de que Galactus haya elegido ignorar su voto.Posteriormente, cuando 3 Ancianos, el Astrónomo; Poseedor y Comerciante amenazan con usar las Gemas del Infinito para evitar que el In-Betweener arroje a Galactus (con sus hermanos Ancianos todavía dentro de él) a un agujero negro, el ser conceptual responde invocando a la Muerte y obligándola a negar a los 3 Ancianos contra su voluntad, una transgresión que la Muerte considera atroz.
La serie limitada The Thanos Quest, revela que la Muerte percibe un desequilibrio en el universo y un cambio gradual hacia la vida en lugar de la muerte; la entidad resucita a Thanos. Thanos recolecta con éxito las Gemas del Infinito e intenta conversar con la Muerte en su propio nivel. La ironía es que el personaje ahora es superior a la Muerte y, como tal, la Muerte no puede hablar con él (un hecho transmitido a través de uno de los secuaces de la Muerte).La historia continúa en una serie limitada consecutiva The Infinity Gauntlet, en la que Thanos luego borra la mitad de los seres del universo de la existencia como prueba de su amor por la Muerte; la entidad permanece y observa mientras lucha contra los metahumanos de la Tierra, pero después de que son derrotados, la Muerte se une al panteón cósmico para tratar de derrotar a Thanos. Aunque las entidades cósmicas no tienen éxito, Thanos finalmente pierde las Gemas del Infinito y es derrotado.
El mercenario Deadpool es representado teniendo un intercambio humorístico con la entidad en Deadpool Annual. El se enamora de la Muerte después de tener varias experiencias cercanas a la muerte.Durante la historia de Funeral for a Freak, la Muerte parece corresponder al sentimiento, y un Thanos celoso evita que Deadpool muera y se una a la entidad al maldecirlo con la inmortalidad.En el segundo volumen de Captain Marvel, la Muerte se reúne con Thanos para enfrentarse al Dios de la Muerte Walker, quien intenta sin éxito cortejar a la Muerte. La Muerte se esconde dentro del cuerpo de Marlo Chandler (novia de Rick Jones) en un intento de escapar de Walker. La entidad finalmente destruye a Walker y luego abandona el cuerpo de Marlo, aunque Marlo conserva una conexión con la Muerte que (en circunstancias extremas) le permite acceder a los poderes cósmicos de la Muerte.
La serie limitada Avengers: Celestial Quest continúa explorando la relación entre la Muerte y Thanos. Mientras la entidad le revela a Thanos que sus energías se fusionaron cuando él resucitó, creando una descendencia llamada Rot. La Muerte y Thanos trabajan juntos para destruir a su descendencia, y es en este momento que la Muerte finalmente se dirige a Thanos y admite sentir "amor" por él.La pareja también comparte un beso en la serie limitada Marvel: El Fin, momentos antes de que Thanos, que posee el artefacto Corazón del Universo, recree el universo menos una falla crítica que lo habría destruido.
Durante la serie limitada Annihilation, Thanos se une a la lucha para detener la Ola de Aniquilación, y durante la guerra es asesinado por su antiguo enemigo Drax el Destructor. Cuando el héroe Nova está cerca de la muerte por las heridas sufridas en la batalla, él vislumbra a Muerte y Thanos parados juntos mirándolo.El segundo volumen de Guardianes de la Galaxia presenta un nuevo desarrollo: Phyla-Vell, la heroína Quasar, acepta convertirse en el nuevo avatar de Oblivion (un aspecto de Muerte) a cambio de la libertad de la amante Heather Douglas.
En The Thanos Imperative, el Capitán Marvel del Cancerverso, llamado Lord Mar-Vell, usando un ritual para los Muchos-ángulos que implica sacrificar al Avatar de la Muerte, es capaz de destruir el M-cuerpo de Muerte y sacarla de su universo.En el último número de esta miniserie de 6 partes, se revela que Thanos, al volver a la vida, ha sido completamente eliminado del reino de la muerte y ya no puede morir. En un giro, parece aceptar la propuesta de Lord Mar-Vell de ser un sacrificio para que los Muchos-ángulos puedan invadir el universo 616; sin embargo, esto demuestra ser una trampa tendida por la propia Muerte para acercarse a Mar-Vell. Al destruirlo, mata a todos los seres vivos del Cancerverso, inicia su colapso y el de la Falla, e incluso hiere a los Muchos-ángulos a tal grado que les llevará eones sanar.
Durante la historia de Guerra del Caos, Daimon Hellstrom le menciona a Hércules que la Muerte ha huido de su realidad tras el triunfo de Amatsu-Mikaboshi en los reinos de los muertos, provocando que las almas de los fallecidos se desaten en la Tierra y dejando a las víctimas del asedio, cuyas heridas de otro modo podrían resultar fatales, simplemente encerradas en un limbo inmortal.
Siguiendo la historia de Dead No More: The Clone Conspiracy, Muerte ha aparecido en Las Vegas bajo la apariencia de Marlo Chandler para hablar con Ben Reilly, el clon de Spider-Man, recientemente devuelto a la vida y que pasa algún tiempo actuando como el nuevo Chacal, inicialmente instruyéndolo para que persiga a un dúo de adolescentes punks que disparan al azar a civiles por la ciudad, alegando que está probando lo que hará con este descubrimiento. Ben logra encontrar a los criminales, disparando a uno de ellos dos veces con su propia arma pero evitando causar heridas fatales, pero cuando es atacado por su "hermano" y compañero clon Kaine después de la muerte de una niña que Reilly había estado tratando de tratar por una enfermedad grave, Marlo aparece y mata a Kaine con un solo toque."Marlo" posteriormente se identifica como Muerte y explica que tiene un "interés" en Reilly ya que ninguna otra persona ha vuelto a la vida con tanta frecuencia. Ella revela que él ha "muerto" tantas veces que su alma se ha corrompido y si se somete a una resurrección más, probablemente sufrirá tanto daño espiritual que su alma se romperá para siempre. Ella le ofrece a Reilly la oportunidad de devolverle la vida a la hija de Cassandra Mercury, Abigail o Kaine, antes de que ella se vaya. Cuando Reilly le pide que los salve a ambos y lo mate a él en su lugar, Muerte no solo cura a los otros dos, sino que también le devuelve a Reilly una apariencia física saludable. Muerte también afirma que ha comenzado sus esfuerzos para redimirse de sus pecados como el Chacal y convertirse en un héroe nuevamente.Sin embargo, después de que Ben Reilly golpea brutalmente a un civil que fue responsable del robo de donaciones de alimentos para una campaña de caridad,Muerte revela que la curación de sus cicatrices solo permanece mientras Reilly no comprometa su condición de héroe, con la paliza antes mencionada que lo lleva a recuperar las cicatrices alrededor de su ojo derecho.

## Poderes y habilidades
La Muerte es una entidad abstracta cósmica inmortal y poderosa que no posee un cuerpo físico real, ya que es la encarnación de la muerte.El personaje posee un conocimiento y un poder casi infinitos, pudiendo manipular el tiempo y la realidad.El personaje tiene control total sobre la muerte y, por lo tanto, puede matar o resucitar a individuos.La Muerte ocasionalmente aparece como una mujer humanoide para poder ser percibida por seres menores, y reside dentro de una dimensión de bolsillo conocida como el Reino de la Muerte.

## Otras versiones

### Tierra X
En la serie Tierra X, Muerte usó el secreto de que la madre de Thanos era una Skrull para engañarlo y hacerle creer que ella era su madre. Cuando se revela el engaño, Thanos usa el Ultimate Nullifier para destruir a la Muerte.

### Mort el Adolescente Muerto
En una rara representación masculina del personaje, Muerte aparece en Mort el Adolescente Muerto como el padre del personaje recurrente Adolescente Muerto, visto operando una cosechadora.A pesar de la naturaleza incongruente de esta aparición, se confirma que la serie limitada es parte del Universo Marvel más grande.

## En otros medios

### Televisión
El personaje apareció en la serie animada Silver Surfer, con la voz de Lally Cadeau.Debido a los estándares de transmisión de Fox, esta versión se representa como Dama Caos, la personificación del caos que está prisionera en una estatua.

### Universo Cinematográfico de Marvel
La Muerte aparece en programas de televisión y películas de acción real ambientados en el Universo Cinematográfico de Marvel en diversas formas.
- La imagen de la entidad se representa en Guardianes de la Galaxia (2014), dentro de los murales del templo dedicados a ella y otros similares.[60][61]
- Una estatua de la Dama Muerte aparece en Thor: Love and Thunder (2022).[62][63][64][65]
- Aubrey Plaza interpreta a la Muerte en la miniserie de Disney+ Agatha All Along (2024).[8]El personaje se presenta como una Bruja Verde llamada Rio Vidal, quién es una ex amante de Agatha Harkness. Más tarde ella se revela que es una encarnación de la Muerte por Lilia Calderu en "Death in My Hand". En "Follow Me My Friend / To Glory at the End", Rio hace un trato con Harkness para llevarse a Billy Maximoff, quien lo vio como una abominación por haber obtenido una segunda vida. Se produce una batalla entre los dos, pero cuando Billy está a punto de ser asesinado, Agatha besa a Rio y muere. Satisfecha con su decisión, Rio le permite a Billy vivir el resto de su nueva vida antes de partir. Los flashbacks en "Maiden Mother Crone", revelan que Rio le dijo a Agatha que su hijo Nicholas Scratch estaba destinado a morir y nació enfermo. A pesar de sus mejores esfuerzos, Nicholas finalmente fue llevado al Reino de la Muerte.

### Videojuegos
- La Muerte aparece en el videojuego Deadpool,[66] con la voz de April Stewart.[56]Esta versión tiene una apariencia renovada y se muestra como uno de los muchos intereses románticos de Deadpool, una referencia al cómic de 1998.
- La Muerte tiene una apariencia no jugable en Marvel vs. Capcom: Infinite, con la voz de Alicyn Packard.[56]Esta iteración se alía con Jedah Dohma para fusionar sus respectivos mundos, reclutando a Thanos para ayudar a los dos. Thanos más tarde busca la venganza contra la muerte por su traición.
- La Muerte aparece en Marvel Snap.[67][68]
- La Muerte aparece como una carta del tarot en Marvel's Midnight Suns.[69][70]

### Misceláneas
- La Muerte aparece en la serie web animada Marvel TL;DR, con la voz de Olivia Dei Cicchi.[56]